# جولي وجوليا
جولي وجوليا هو فيلم أمريكي درامي كوميدي أُنتج عام 2009، من كتابة وإخراج نورا إفرون، وبطولة ميريل ستريب وأيمي أدامز.

## ملخص الفيلم
يصور الفيلم حياة الطباخة جوليا شايلد في سنواتها الأولى في مهنة الطبخ، وتغير حياة جولي باول التي تتطلع لطبخ كل وصفات الطبخ وعددها 524 من كتاب شايلد وذلك خلال سنة واحدة، وهذا التحدي نشرته في مدونة شعبية والذي جعلها بعد ذلك كاتبة مشهورة.

## وصلات خارجية
- جولي وجوليا على موقع IMDb (الإنجليزية)
- جولي وجوليا على موقع ميتاكريتيك (الإنجليزية)
- جولي وجوليا على موقع الموسوعة البريطانية (الإنجليزية)
- جولي وجوليا على موقع روتن توميتوز (الإنجليزية)
- جولي وجوليا على موقع نتفليكس (الإنجليزية)
- جولي وجوليا على موقع قاعدة بيانات الأفلام العربية
- جولي وجوليا على موقع ألو سيني (الفرنسية)
- جولي وجوليا على موقع Turner Classic Movies (الإنجليزية)
- جولي وجوليا على موقع أول موفي (الإنجليزية)
- جولي وجوليا على موقع بوكس أوفيس موجو (الإنجليزية)
- المدونة الأصلية